# Iglesia de Nuestra Señora del Monte Carmelo (Basse-Terre)
La Iglesia de Nuestra Señora del Monte Carmelo (en francés: Église Notre-Dame-du-Mont-Carmel de Basse-Terre) es el nombre que recibe un edificio religioso que pertenece a la iglesia católica y que está ubicada en la localidad y comuna de Basse-Terre, la capital del departamento de Guadalupe, una dependencia de Francia en el Mar Caribe.
El edificio está protegido pues fue clasificado como monumento histórico por la orden del 20 de abril de 2006. Se trata de una iglesia parroquial que depende de la Diócesis de Basse-Terre y Pointe-à-Pitre (Diocèse de Basse-Terre et Pointe-à-Pitre) tiene un grado de protección Classé MH (Monument historique).